# 山崎匡佑
山崎 匡佑（やまさき きょうすけ、1953年7月26日 - ）は、日本の漫画家。本名は山崎 享祐(読み同じ)で、2024年現在は主にこちらの名義で執筆している。高知県室戸市吉良川町出身。

## 来歴
高知県立の園芸高等学校(現・春野高等学校)を経て、1976年、日本大学芸術学部文芸学科卒業。1974年、大学3年生の時に『別冊漫画アクション』でデビュー。

スポーツ漫画(特に相撲・ゴルフもの)を主に手掛ける。

2021年4月27日発売の週刊アサヒ芸能(徳間書店)2021年5月6日・13日合併号で「白鵬本紀」 (監修:白鵬翔)を本名の山崎 享祐名義で連載開始と同時に公式サイト「漫画 やまさき商店」とTwitterアカウントを開設。
また、山崎 大紀(やまさき だいき)の別名義で風俗ルポ漫画・娯楽系漫画も執筆。以前は山崎 光佑(やまさき こうすけ)の名義を使用していた。風俗ルポ漫画では体験取材を基に、男性は2頭身のコミカルなキャラに対して女性はリアルな頭身の美女で描くテイストが人気を呼んでヒットし続けた結果、風俗漫画界の巨匠と呼ばれ、テレビ・ラジオなどのメディアにも出演。

その他、エッセイストで犬の健康コンサルタントを務めるMASAJIのInstagramアカウントにてイラストを担当し、本人もルポ漫画に登場時の風貌で時々登場している。

## 作品リスト

### 山崎匡佑/山崎享祐名義
相撲漫画
- おいらは新弟子(1982年、双葉社)
- お山の大将(1983年～1984年、講談社 モーニング連載)
- やぐらの力丸(1988年、日本文芸社)
- つんころ大介(1990年、双葉社)
- 千代の富士物語 北の大将(1993年、ほんの木)
- 旭鷲山物語(1998年、光文社)
- 白鵬本紀(はくほうほんぎ) (監修:白鵬翔、2021年～2022年、徳間書店 週刊アサヒ芸能連載、単行本全6巻)
- ゼニ番付(2024年、双葉社 週刊大衆月1回連載(2024年6月3日号 - ))

ゴルフ漫画
- 明日があるぞ!!かぐや姫(原作:小池一夫、1988年、スタジオ・シップ)
- あっち向いて!PAR(1989年、双葉社)
- みどり(1991年、リイド社)
- 劇画 青木功のゴルフ五輪書 (1994年、日本文芸社)

ほか

### 山崎大紀名義
- つくしの筆事情(集英社 週刊プレイボーイ読み切り連載)
- 匠のふんどし→新・匠のふんどし→大紀の天国オンナ旅～匠のふんどし～ (双葉社)[9]
- フーゾク王(双葉社 アクションピザッツ連載)
- 大紀の女はお固いのがお好き(日本文芸社 週刊漫画ゴラク不定期連載)
- 風俗どんぶり(ぶんか社 みこすり半劇場連載)
- 大紀の気持ち良かったH話(双葉社)
- 本当に出会ったHな話(竹書房)
- 大紀のバカHスペシャル(マイウェイ出版)

ほか